# Haplochromis niloticus
Haplochromis niloticus es una especie de peces de la familia Cichlidae en el orden de los Perciformes.

## Morfología
Los machos pueden llegar alcanzar los 10,2 cm de longitud total.

## Distribución geográfica
Se encontraba en el río Nilo (África).